# Trận Laufach-Frohnhofen
Trận Laufach-Frohnhofen, còn gọi là Trận Laufach hoặc là Trận Frohnhofen, là một trận đánh trong cuộc Chiến tranh nước Đức năm 1866, đã diễn ra vào ngày 13 tháng 7 năm 1866, tại Frohnhofen và Laufach trên lãnh thổ của Vương quốc Bayern (miền Tây Nam Đức). Trong cuộc giao chiến nhanh chóng này, một lữ đoàn của quân đội Phổ dưới quyền chỉ huy của tướng Karl von Wrangel (là lữ đoàn dẫn đầu của sư đoàn của Trung tướng August Karl von Göben đã đánh bại đợt tấn công của một đạo quân của Đại Công quốc Hesse dưới sự chỉ huy của tướng Karl von Perglas (một phần của Quân đoàn số 8 của quân đội Liên minh các quốc gia Đức do Vương công Alexander xứ Hesse-Darmstadt chỉ huy), buộc quân đội Hesse phải tiến hành triệt thoái trong hỗn loạn về Aschaffenburg. Trái ngược với con số thiệt hại của quân đội Phổ thắng trận, tổn thất của các lực lượng Hesse sau trận chiến này là rất nặng nề. Qua đó, trận đánh tại Laufach và Frohnhofen đã chứng tỏ hiệu quả vô cùng to lớn của các khẩu súng trường nạp hậu của quân Phổ.
Sau những chiến thắng tại Hammelburg và Kissingen của các sư đoàn thuộc Binh đoàn Main của tướng Eduard Vogel von Falckenstein, viên tướng Phổ đã làm chủ được chiến tuyến sông Saale và tạm thời đánh gục sức mạnh tấn công của quân đội Bayern. Sau đó, ông chuyển tầm nhìn của mình sang Quân đoàn số 8 của Liên minh các quốc gia Đức do Vương công Alexander xứ Hessen-Darmstadt chỉ huy. Theo thượng lệnh của ông, sư đoàn của Von Göben (lực lượng thuộc cánh trái của Binh đoàn Main) sẽ tiến đánh Aschaffenburg qua Laufach, nơi quân đội của Đại Công quốc Hesse đang án ngữ. Trong khi đó, Alexander xứ Hesse-Darmstadt hiểu rằng cách tốt nhất để phòng ngự các bang miền Nam Đức là hỗ trợ quân đội Bayern đánh Falckenstein, và ông đã phái lữ đoàn Hesse của quân lực mình đến Aschaffenburg. Quân Hesse đã tiến đánh về Laufach để phòng ngự các nẻo đường từ dãy núi Spessart, và vào ngày 13 tháng 7 quân của Wrangel đã nhận được tin về bước tiến của quân Hesse khi đang kéo tới Hayn. Một tiểu đoàn lính bắn súng hỏa mai của Phổ đã tiến chiếm đỉnh của hẻm núi và đập tan 2 tiểu đoàn Hesse, chiếm được Laufach. Nhưng sau đó, quân đội Hesse đã phát động một cuộc tấn công nhằm vào quân đội đối phương. Quân Hesse đã tiến công một cách mãnh liệt, tuy nhiên có lúc họ rơi vào tầm đạn dày đặc của quân Phổ. Các đợt công kích của quân đội Hesse đều bị bẻ gãy, và một cuộc phản công của lực lượng bộ binh và kỵ binh, với sự hỗ trợ của pháo binh Phổ đã giành đại thắng. Ngoài ra, các lực lượng Phổ cũng bắt giữ được hàng trăm quân của Hesse trong trận chiến này. Mặc dù vậy, quân Phổ không truy kích tàn binh bại tướng Hesse vì đã thấm mệt do phải hành quân trên một chặn đường dài kể từ sau trận đánh ở Kissingen.
Ngày hôm sau, lữ đoàn Áo thuộc quân đoàn của Alexander đã án ngữ tại Aschaffenburg, nhưng bị quân đội của Göben đánh bại trong trận Aschaffenburg.